# Фенелон Паломо, Бруно Родриго
Бру́но Родри́го, полное имя Бру́но Родри́го Фенело́н Пало́мо (порт.-браз. Bruno Rodrigo Fenelon Palomo; родился 12 апреля 1985 года в городе Андрадина, штат Сан-Паулу) — бразильский футболист, центральный защитник.

## Биография
Бруно Родриго родился в Андрадине на северо-западе штата Сан-Паулу, однако серьёзно в футбол он начал играть в 2003 году за молодёжную команду клуба «Жозеенсе» из Сан-Жозе-дус-Кампуса на юго-востоке штата («Жозеенсе» — это этнохороним, указывающий на принадлежность к данному городу). В 2004 году перешёл в «Португезу» из Сан-Паулу, в основном составе которой дебютировал в 2006 году. В 2007 году выиграл с «Португезой» второй дивизион чемпионата штата. В 2008 году дебютировал в Серии A. Бруно Родриго был крепким игроком основного состава — в элитном дивизионе он провёл 35 из 38 сыгранных командой матчей и забил 2 гола. Однако по итогам сезона «Португеза» вылетела в Серию B, где Бруно Родриго выступал в 2009 году.
В декабре 2009 года было объявлено о покупке Бруно Родриго «Сантосом». Вместе с одним из грандов бразильского футбола он выиграл два титула чемпиона штата Сан-Паулу, в 2010 году — Кубок Бразилии. В ходе Кубка Либертадорес 2011 Бруно Родриго сыграл лишь в одном матче, зато это была первая финальная игра турнира. На Сентенарио бразильцам удалось сыграть вничью с «Пеньяролем» 0:0. После возвращения в строй Эду Драсены и Лео Бастоса, Бруно Родриго вновь сел на скамейку запасных, однако он также стал победителем Кубка Либертадорес, поскольку в домашнем матче «Сантос» выиграл со счётом 2:1.
С 2013 по 2016 год выступал за «Крузейро», в составе которого дважды стал чемпионом Бразилии. В 2017 году перешёл в «Гремио». Стал обладателем Кубка Либертадорес, хотя не сыграл в турнире ни одного матча, но однажды был в заявке на игру.

### Статистика
| Клуб             | Сезон            | Национальный чемпионат | Национальный чемпионат | Национальный Кубок[a] | Национальный Кубок[a] | Континентальные турниры[b] | Континентальные турниры[b] | Другие турниры[c] | Другие турниры[c] | Всего | Всего |
| Клуб             | Сезон            | Игры                   | Голы                   | Игры                  | Голы                  | Игры                       | Голы                       | Игры              | Голы              | Игры  | Голы  |
| ---------------- | ---------------- | ---------------------- | ---------------------- | --------------------- | --------------------- | -------------------------- | -------------------------- | ----------------- | ----------------- | ----- | ----- |
| Португеза        | 2008             | 35                     | 2                      | —                     | —                     | —                          | —                          | 0                 | 0                 | 35    | 2     |
| Португеза        | 2009             | —                      | —                      | 31                    | 5                     | —                          | —                          | 18                | 1                 | 49    | 6     |
| Португеза        | Всего            | 35                     | 2                      | 31                    | 5                     | 0                          | 0                          | 18                | 1                 | 84    | 8     |
| Сантос           | 2010             | 1                      | 0                      | —                     | —                     | 0                          | 0                          | 5                 | 0                 | 6     | 0     |
| Сантос           | 2011             | 17                     | 0                      | —                     | —                     | 1                          | 0                          | 9                 | 0                 | 27    | 0     |
| Сантос           | 2012             | 33                     | 3                      | —                     | —                     | 2                          | 1                          | 10                | 1                 | 45    | 5     |
| Сантос           | Всего            | 51                     | 3                      | 0                     | 0                     | 3                          | 1                          | 24                | 1                 | 78    | 5     |
| Крузейро         | 2013             | 31                     | 2                      | —                     | —                     | 0                          | 0                          | 9                 | 1                 | 40    | 3     |
| Крузейро         | Всего            | 31                     | 2                      | 0                     | 0                     | 0                          | 0                          | 9                 | 1                 | 40    | 3     |
| Всего за карьеру | Всего за карьеру | 117                    | 7                      | 31                    | 5                     | 3                          | 1                          | 41                | 3                 | 202   | 16    |

- a. ^ Помимо Кубка Бразилии, учтены результаты игр Серии B Бразилии
- b. ^ Игры в Кубке Либертадорес и Южноамериканском кубке
- c. ^ Игры в Лиге Паулисте

## Достижения
- Чемпион Бразилии (2): 2013, 2014
- Чемпион Кубка Бразилии (1): 2010
- Чемпион штата Сан-Паулу (3): 2010, 2011, 2012
- Чемпион Лиги Паулисты в Серии A2 (1): 2007
- Чемпион штата Минас-Жерайс (1): 2014
- Обладатель Кубка Либертадорес (2): 2011, 2017
- Обладатель Рекопы Южной Америки (1): 2012